# Nadaun
Nadaun és una vila i un nagar panchayat al tehsil de Hamirpur, districte de Kangra, Himachal Pradesh, Índia.

## Història
En el passat, Nadaun fou el nom d'unestat tributari protegit de tipus jagir,al Panjab, amb una superfície de 225 km².
Jodhbir Chand, fill il·legítim de Sansar Chand II de Kangra, va donar les seves dues germanes en matrimoni a Ranjit Singh i fou creat raja de Nadaun, la part nord dels antic dominis katochs. Jodhbir Chand va romandre lleial als britànics durant la revolta katoch de 1848, i com a recompensa el seu jagir (amb una renda de 26.270 rúpies a l'any) li fou confirmat pels britànics el 1849. El seu fill Pirthi va rebre l'Orde del Mèrit pels seus serveis durant el motí de 1857 i el 1868 fou fet cavaller de l'estrella de l'Índia i va rebre salutació de 7 canonades. El 1890 l'estat va passar per primogenitura a Narindar Chand, que era net de Raja Sansar Chand, i per tant, igual que el príncep de Lambagraon, era un representant de l'antiga dinastia katoch de Kangra. El seu jagir estava format per 14 pobles i amb una renda d'unes 35.000 rúpies l'any.
La capital era Nadaun, a 31° 46′ N, 79° 19′ E / 31.767°N,79.317°E a la riba esquerra del Beas a uns 30 km al sud-est de la ciutat de Kangra, amb una població el 1901 de 1.426 habitants. Hi ha un palau a Amtar, a la riba del riu a 2 km de la població.

## Llista de rages
- Raja Sir Jodhbir Chand 1810- vers 1855
- Raja Pirthi Chand vers 1855-1873
- Raja Amar Chand 1873-1890
- Raja Narindar o Narendra Chand 1890-1924 (raja hereditari el 15 de març de 1909)
- Raja Mahendra Chand 1924-1935
- Raja Rajendra Chand 1935-1970